# Togviserskilt
Et togviserskilt er et skilt, der er opsat på en jernbanestation for at vise, hvor et tog skal hen og eventuelt også andre informationer om det. De er udformet, så man enten manuelt, mekanisk eller elektronisk kan ændre, hvad der skal vises og derved holde passagererne orienteret om hvor og hvornår deres tog kører. De placeres typisk på og ved perroner, hvor der kommer mange tog, og som måske ikke altid ender det samme sted.
På visse tog påsattes tidligere udskiftelige skilte, der fortalte hvor toget kørte til og evt. også hvorfra foruden vigtige mellemstationer. De kunne have have tryk på begge sider, så man ved ankomsten ved endestationen blot behøvede at vende skiltene, før man kørte tilbage. De er dog efterhånden gået ud af brug, idet man nogle steder benytter elektroniske skilte i stedet, mens andre benytter rulleskilte.

## Togviserskilte på stationer
På stationer kan togviserskilte opsættes ved adgangen til perronerne (f.eks. fra perrontunneller) og over perronerne udfor de enkelte spor. Alt efter de lokale forhold kan de vise følgende informationer:
- Sporets nummer, f.eks. spor 4 eller spor 10a.
- Afgangs- og/eller ankomststidspunkt eller alternativt antal minutter til toget kommer.
- Typen af toget, f.eks. regionaltog, InterCity eller InterCityExpress.
- Tognummer eller liniebetegnelse.
- Endestationen for toget eller hvis toget ender her, hvor det kommer fra.
- (Udvalgte) mellemstationer.
- Vognrækkefølge, især aktuel for fjerntog af hensyn til pladsreservering. Kan også bruges hvis ikke alle vogne skal samme sted hen.
- Evt. forsinkelser.
- Evt. andre oplysninger, f.eks. aflåste eller manglende vogne, aflysninger eller gennemkørende tog.
- Informationer om det efterfølgende tog.

Når et tog har forladt stationen, fjernes dets oplysninger fra togviserskiltet og bliver ofte erstattet af oplysninger om næste tog. Det kan ske automatisk ved af sensorer, kameraer eller anden teknik, der registrerer når toget kører, eller det kan være tidsreguleret, så det følger køreplanen. Det kan også ske manuelt, som f.eks. visse steder hos Deutsche Bahn hvor en medarbejder med en nøgle betjener en særlig søjle på perronen, og hvorfra der også kan udløses båndede meddelelser om at toget kører.

## Udformninger

### Fysiske skilte
Den simple model er fysiske skilte, der hænges op af en medarbejder, og som viser hvor toget kører hen. Alt efter udformningen kan der ophænges yderligere skilte med yderligere oplysninger, f.eks. at der er tale om et lyntog. Metoden er nem at have med at gøre men kræver, at der er medarbejdere til at rende rundt og udskifte skiltene.
Et alternativ er faste skilte, men det egner sig bedst til perroner, hvor alle tog skal samme sted hen.

### Mekaniske togviserskilte
Allerede i 1800-tallet benyttedes mekaniske togviserskilte. Disse består af en række drejelige skilte påsat en mast. Hvert skilt har en destination eller en anden oplysning påsat. Normalt hænger alle skiltene parallelt med masten, så de ikke kan aflæses, men efter behov kan en medarbejder dreje et eller flere skilte ud, alt efter hvad der aktuelt er behov for at vise. Denne mekanik gav på tysk anledning til øgenavnet Hampelmann, sprællemand. Nu om stunder er de stort set overalt erstattet af moderne fjernstyrede skilte.

### Glaskasser med lysstofrør
Hos de østtyske statsbaner, Deutsche Reichbahn benyttedes på små og mellemstore stationer ofte kasser med et antal påtrykte glasskilte med bagvedhængende lysstofrør, der kunne oplyse den destination, der aktuelt måtte være behov for at vise. Systemet er enkelt, men ulemperne er i overtal. Går lysstofrøret i stykker kan man ikke vise destinationen, og ved køreplansændringer skal skiltene udskiftes. Alligevel anvendes systemet stadig visse steder og har også været anvendt udenfor DDR, f.eks. på Berlins U-Bahn og Hamburger U-Bahn. På Berlins S-Bahns linje S1 benyttedes det endnu så sent som i september 2012 fra Wilhemsruh og nordover. Også på danske Nørreport Station fandtes det fra 1934 og i en årrække frem.

### Rullefilm
Endnu et system er rullefilm, hvor man på en rulle angiver destinationer og andre informationer, som der kan drejes frem og tilbage imellem. Ved køreplansændringer er man imidlertid nødt til at foretage indgreb eller helt udskifte rullen, og derfor benyttes der normalt ikke længere på stationer. Til gengæld benyttes det stadig på en del nærtrafiktog, f.eks. de københavnske S-tog. Netop på en række af disses stationer benyttedes systemet med rullefilm i øvrigt fra 1949, og indtil de blev erstattet med flapskilte fra 1968.

### Flapskilte
Flapskilte (også kaldet klapskilte) er et system med roterende skilte med forskellige informationer. Der kan være skilte med enkelte bogstaver, tal eller tegn, og hvor en række sammen kan bruges til at frembringe tekster. Men det kan også være aflange skilte med påtrykte destinationer og andre informationer. Typisk anbringes flere sammen, så man kan kombinere informationer efter behov, f.eks. så et skilt viser destinationen, og et andet angiver hvis der ikke stoppes ved visse stationer undervejs. Som ved de ovenstående systemer er man dog begrænset af de på forhånd fastsatte valgmuligheder, men til gengæld er læsbarheden høj. Det sker dog, at teknikken gør knuder, så skiltene viser noget ganske andet, end det de burde. Noget der af og til kan give anledning til lettere komiske situationer, når to eller flere flapskilte sammen viser noget, der ville være fysisk umuligt i virkeligheden.
Flapskilte benyttedes bl.a. på mange københavnske S-togsstationer fra 1968 til 2014. I den sidste tid fandtes de i to udgaver. I den mindre udgave benyttedes fire sæt skilte til at vise antal vogne, liniebogstav, destination og antal minutter til togets ankomst, mens et femte sæt viste, hvis der ikke stoppedes ved visse stationer undervejs. Sidstnævnte sæt kunne desuden sammen med det til destinationer sammen bruges til andre meddelelser, f.eks. "Pas på gennemkørende tog". Ved spor hvor togene ikke nødvendigvis kørte samme sted hen benyttedes en større version, hvor yderligere tre sæt skilte viste liniebogstav, destination og antal minutter til det efterfølgende tog.
På Berlins S-Bahn var flapskilte tilsvarende udbredt men benyttes pr. september 2014 kun på Ostkreuz og Warschauer Straße, hvor udskiftning afventer en igangværende ombygning af de to stationer. Til gengæld bruger de to stationer hver deres model. På Ostkreuz benyttes enkle sorte skilte med hvid skrift, der viser togets destination, og eventuelt om det er et kort tog. På Warschauer Straße benyttes til gengæld et system med tre sæt skilte sammen, idet hvide skilte med sort skrift bruges til at vise destination hhv. udvalgte mellemstationer eller andre oplysninger, mens farvede skilte benyttes til linienumre.

### Elektroniske skærme
De nyeste togviserskilte er digitale skilte med LED- eller LCD-teknik, som oplyser sig selv. De er mindre tilbøjelige til at gå i stykker og har den fordel, at de ikke er fastlåste til kun at vise bestemte bestemte informationer. En softwareopdatering kan straks føre alle skilte ajour, så man ikke behøver tage rundt og udskifte dem manuelt ved køreplansskift. Også aktuelle ændringer kan vises på den måde og endda med yderligere detaljer alt efter behov. Elektronikken giver desuden muligheder for fremhævelser, eller at noget af teksten vises som et løbende bånd.
Hos Deutsche Bahn består disse skilte af flere mørkeblå skærme, der oplyses bagfra af lysstofrør eller LED. Skriften er hvid, og der kan ikke vises andre farver. Til gengæld er kontrasten høj, og folie mellem baggrundsbelysningen og LCD-glas gør at de også kan læses i direkte sollys. Noget der ellers netop gerne er et kritikpunkt i forhold til andre typer elektroniske skærme, fordi de kan være svære at aflæse på afstand.